# Eduardo Neves
Eduardo Neves nascido em 1968  na cidade do Rio de Janeiro o flautista, saxofonista, compositor e arranjador  é hoje um referência no sopro brasileiro.
Dono de uma linguagem particular na improvisação, Eduardo Neves está presente em centenas de gravações a lado de grandes nomes da música como: Hamilton de Holanda, Maria Schnneider, Hermeto Pascoal, Guinga, Paulinho da Viola, Luiz Melodia, Maria Bethânia, Omara Portuondo, Milton Nascimento e Gilberto Gil – entre outros.
Ministrou em 2011/2012/2013 wokshop sobre linguagens da música brasileira nas prestigiadas Juilliard School (NY) e no California Jazz Conservatory (CJC).
Fundador do Pagode Jazz Sardinha’s Club em 1998, gravou e produziu com este grupo  3 Cds – sendo o “Sardinhas -2004” eleito melhor grupo de Jazz no prêmio da música daquele ano. 
Em 2006 lança “Gafieira de Bolso” e em 2011 “Equador” – discos autorais onde se inspira  no universo dançante da Lapa e da música Latina, respectivamente.
Em 2016 grava “Baile do Almeidinha” – projeto de Hamilton de Holanda que acaba de completar 5 anos de atividade – e “Cosmopolita” em duo com Rogério Caetano no violão de sete cordas.
Em 2017 recebe o Prêmio da Música Brasileira na categoria Melhor Álbum do Ano por produzir Elza Canta e Chora Lupi, com a obra de Lupicínio Rodrigues interpretada por Elza Soares.
Atualmente prepara um novo álbum em homenagem ao Rio de Janeiro e seu universo musical. 
Neste projeto, suas composições originais ladeiam alguns temas emblemáticos como Garota de Ipanema (Tom e Vinícius) e  Tempo de Amor (Baden e Vinícius), contando com as participações especialíssimas de Zeca Pagodinho, Hamilton de Holanda , Seu Jorge e Raul de Souza.